# Musikpark Mannheim

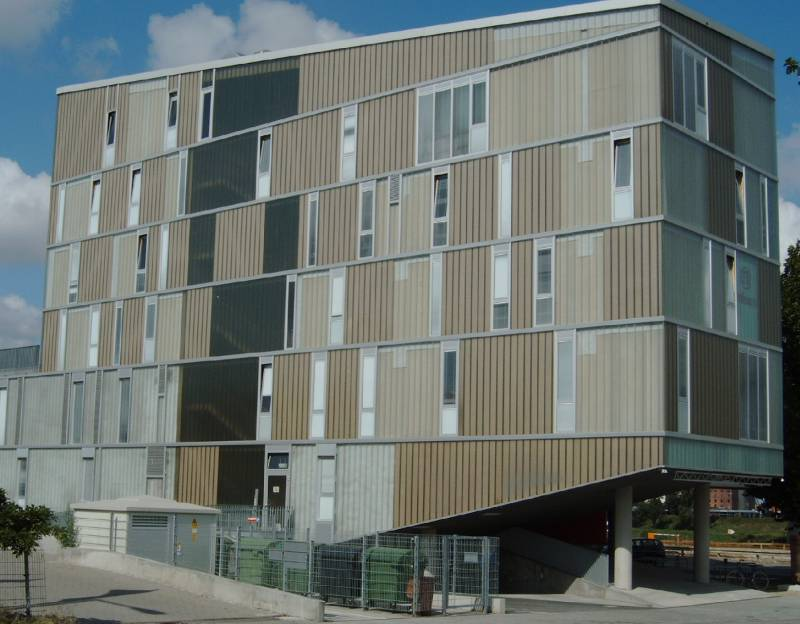
Der Musikpark

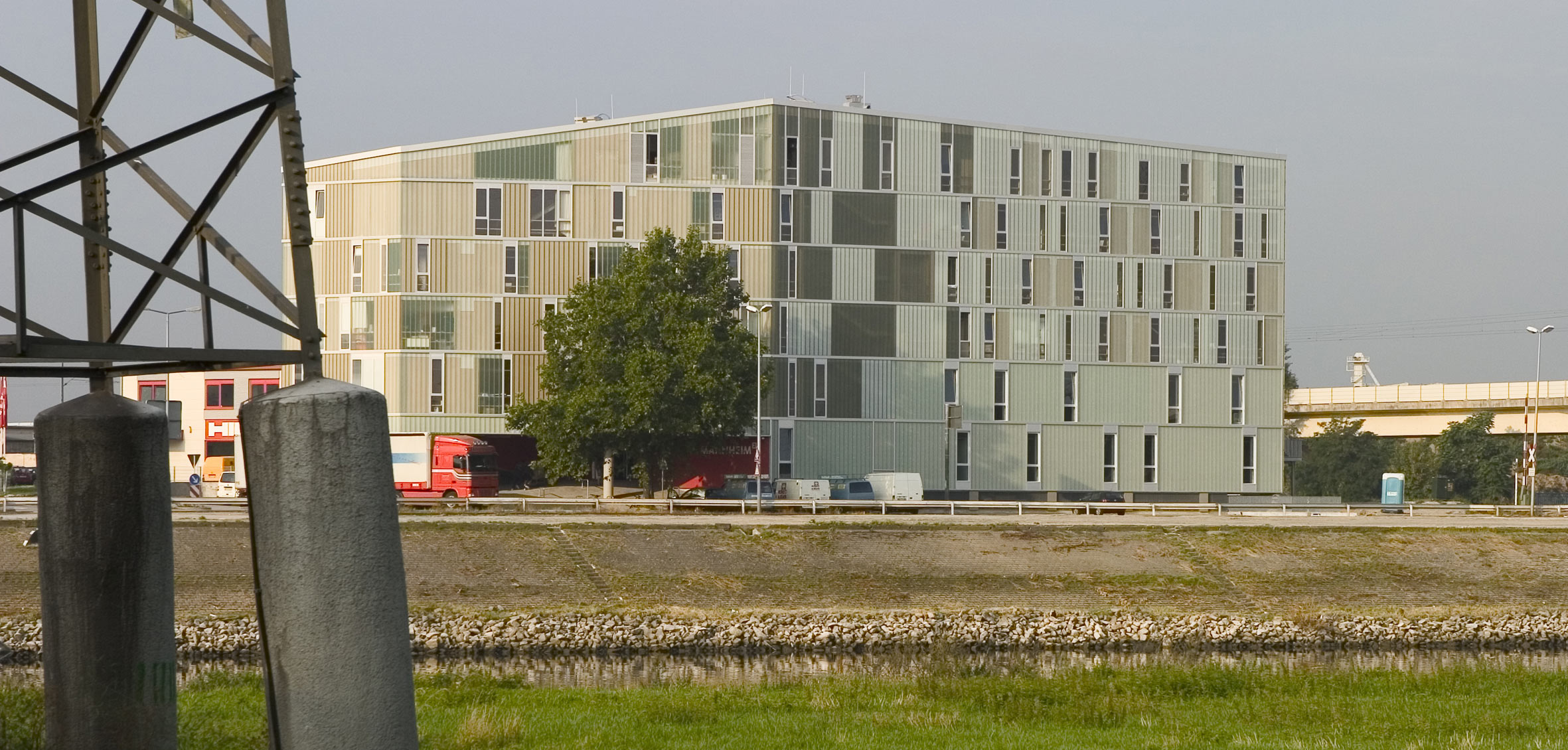
Der Musikpark

Der Musikpark Mannheim ist ein Existenzgründerzentrum in Mannheim, das von der „mg: mannheimer gründungszentren gmbh“ (mg:gmbh), einem Tochterunternehmen der Stadt Mannheim, betrieben wird. Diese ist zugleich Betreibergesellschaft aller Mannheimer Gründungszentren und größte Fördereinrichtung für Existenzgründer in Baden-Württemberg. Der Musikpark ist auf die Betreuung und Beratung von Existenzgründern aus der Musikwirtschaft spezialisiert und bislang die einzige Einrichtung dieser Art in Deutschland.

## Bau
Der Musikpark wurde im April 2004 mit ca. 4.300 m² Bürofläche eröffnet. Aufgrund der großen Nachfrage nach Mietflächen wurde der Musikpark 2008 um weitere 1.500 m² erweitert, indem ein gegenüberliegendes Gebäude gekauft wurde. Der Musikpark beherbergt derzeit 60 Unternehmen, die ca. 250 Mitarbeiter beschäftigen. Neben den Büroflächen beherbergt das Gebäude eines der modernsten digitalen Tonstudios Europas, sowie Veranstaltungsräume, Seminarräume und weitere Studioflächen. Weiterhin gibt es ein Restaurant.
Die dort ansässigen Unternehmen werden durch einen subventionierten Mietpreis unterstützt. Der Bau des Gebäudes wurde aus Mitteln des Ziel-II-Programms der EU und des Landes Baden-Württemberg sowie von der Stadt Mannheim subventioniert, die Gesamtkosten beliefen sich auf etwa 6,5 Mio. Euro. Die maximale Mietzeit beträgt 8 Jahre.

## Zielsetzung
Die Einrichtung wurde als Teil des Mannheimer Modells gegründet, im Rahmen dessen man versuchen möchte, die Stadt Mannheim noch mehr als bisher zu einem erfolgreichen Standort der Musikindustrie zu machen und auch den Stadtteil Jungbusch weiterzuentwickeln. Da die Stadt schon in der Vergangenheit einige namhafte Popkünstler wie Xavier Naidoo und die Söhne Mannheims hervorgebracht hat, lag die Wahl des Standorts nahe. Die Bemühungen umfassten dabei nicht nur den Musikpark, sondern auch die ganz in der Nähe dessen gelegene Popakademie Baden-Württemberg, in der neue Musiker und Musikwirtschaftsakteure ausgebildet werden. Es wird dabei davon ausgegangen, dass künftig nicht mehr die großen Musikkonzerne alleine den Markt kontrollieren, sondern auch kleinere Unternehmen in der Branche gute Chancen haben werden. Bislang ist dieses Konzept erfolgreich. Die Einrichtung ist seit der Einweihung nahezu durchgängig komplett vermietet und die Resonanz ist überwiegend positiv.
Der Begriff Musikwirtschaft wird hier weit gefasst. Ziel ist, die Verwertungskette der Musikwirtschaft als Ganzes abzubilden. So befindet sich ein Modelabel unter den ansässigen Unternehmen, das Band-T-Shirts herstellt, eine Rechtsanwältin für Urheberrecht, ein Sicherheitsunternehmen für Veranstaltungen, diverse Agenturen (Grafik, Lizenzen, Internet, Booking, Promotion), Musik- und Tanzschulen, Musikfotografen, Internetportale, Plattenunternehmen, Musikverlage und Managements. Auch die Medien sind mit dem Fernsehsender Anixe HD sowie den Radioprogrammen SWR3 und DASDING des Südwestrundfunks vertreten, die dort Außenstellen unterhalten.
Im näheren Umfeld in der Hafenstraße siedelte sich 2006 der Techno-Hörfunksender sunshine live an. Des Weiteren veranstaltete der SWR3 in den Jahren 2005 bis 2007 in der Nähe Musikfestivals unter dem Namen Pop im Hafen.